# Stomacrustula pachystega
Stomacrustula pachystega is een mosdiertjessoort uit de familie van de Fatkullinidae. De wetenschappelijke naam van de soort is, als Schizoporella pachystega, voor het eerst geldig gepubliceerd in 1929 door Kluge.